# Prisoners in Paradise
Prisoners in Paradise är ett musikalbum utgivet av Europe 1991. Titelspåret blev en listframgång liksom balladen "I'll Cry for You". Prisoners in Paradise har hittills sålt i 1,2 miljoner exemplar men försäljningsmässigt var det ändå en besvikelse i jämförelse med bandets tidigare skivor The Final Countdown och Out of This World. Under inspelningarna flyttade bandet till San Francisco i USA där de flesta av låtarna skrevs i en hyrd lagerlokal. I denna lagerlokal skrev Joey Tempest och Mic Michaeli grunden till två låtar som ska dyka upp 20 år senare. Låtarna det handlar om är "New Love in Town" från Last Look at Eden och "Bring it All Home" från Bag of Bones.
Europe ville att skivan skulle släppas under namnet: Seventh Sign redan 1990. Skivbolaget var då inte nöjda med det material som Europe kommit fram med, utan krävde mer. Under inspelningsperioden fick bandet kalla handen till många låtar då skivbolaget ville ha en ny "The Final Countdown". Vid det här laget var inte Prisoners in Paradise skriven. Låtar som försvann var bl.a.: "Yesterdays New's", "Break Free", "Here Comes the Night" (var tänkt som singel) och "Long Time Commin'". Alla dessa finns på samlingsalbumet Rock the Night - The Very Best of Europe. Ian Haugland har berättat att perioden kring Prisoners in Paradise var extremt jobbig då branschen genomgick en stor förändring då band som Guns N' Roses och Nirvana tagit över täten från de glammiga 80-talsbanden. Europe hade blivit ett "ärvt" projekt då bandets kontaktpersoner slutat på skivbolaget och nya personer kom in och krävde helt andra saker från bandet. Bandet fick ta hjälp av många andra låtskrivare som man aldrig gjort tidigare. Inte förrän Joey Tempest skrev "Prisoners in Paradise" gavs skivan ut.
Europes ursprungliga gitarrist John Norum, som vid den här tiden ersatts av Kee Marcello, har vid flera tillfällen uttalat sitt missnöje kring albumet. Idag spelas endast tre låtar från Prisoners in Paradise på konserter - "Prisoners in paradise", "Girl from Lebanon" och "Seventh Sign".
Det var tänkt att producenten Bob Rock skulle producera albumet men han valde att i stället producera Metallicas självbetitlade femte album (1991) så Beau Hill (Ratt, Warrant, Winger) fick jobbet i stället.

## Listplaceringar
| Albumlista (1991) | Topplacering |
| ----------------- | ------------ |
| Sverige           | 8            |

## Låtlista
1. "All or Nothing" (Eric Martin/Andre Pessis/Joey Tempest) - 3:54
2. "Halfway to Heaven" (Joey Tempest/Jim Vallance) - 4:06
3. "I'll Cry for You" (Nick Graham/Joey Tempest) - 5:21
4. "Little Bit of Lovin'" (Kee Marcello/Joey Tempest) - 4:48
5. "Talk to Me" (Mic Michaeli/Joey Tempest) - 4:06
6. "Seventh Sign" (Kee Marcello/Mic Michaeli/Joey Tempest) - 4:42
7. "Prisoners in Paradise" (Joey Tempest) - 5:36
8. "Bad Blood" (Kee Marcello/Mic Michaeli/Joey Tempest) - 4:19
9. "Homeland" (Kee Marcello/Mic Michaeli/Joey Tempest) - 4:51
10. "Got Your Mind in the Gutter" (Beau Hill/Kee Marcello/Joey Tempest) - 4:59
11. "Til My Heart Beats Down Your Door" (Fiona/Brian McDonald/Mic Michaeli) - 3:47
12. "Girl from Lebanon" (Joey Tempest) - 4:20

## Singlar
- "Prisoners in Paradise"
- "I'll Cry for You"
- "Halfway to Heaven"

## Musiker
- Joey Tempest - sång
- Kee Marcello - gitarr
- John Levén - bas
- Mic Michaeli - klaviatur
- Ian Haugland - trummor

### Fotnoter
1. ↑  Placeringar på svenska albumlistan